# Escorxador de l'Espluga de Francolí
L'Escorxador de l'Espluga de Francolí és una obra noucentista de l'Espluga de Francolí (Conca de Barberà) inclosa a l'Inventari del Patrimoni Arquitectònic de Catalunya.

## Descripció
El desenvolupament demogràfic de poblacions com l'Espluga en el primer terç del nostre segle i la política de modernització de la Mancomunitat de Catalunya, proporcionà la construcció de serveis públics com escoles, biblioteques o serveis lligats a la salut i la higiene, com per exemple els escorxadors. La façana presenta elements de tradició clàssica com les obertures en forma de loggia palladiana. La resta de la façana és molt senzilla amb finestres i cornises simples.